# Escudo de Gerona

Escudo oficial de Gerona.

## Blasonamiento

Versión acorde a la heráldica del escudo

El escudo de Gerona se define por el siguiente blasón:
Escudo embaldosado: de oro, cuatro palos de gules; el escusón cuadrilongo ibérico verado de ondas de plata y gules. Al timbre, una corona de príncipe.

## Historia
Fue aprobado el 17 de julio de 1996 y publicado en el DOGC número 2241 el 9 de agosto del mismo año.
Gerona fue el centro de uno de los catorce condados originarios de la Marca Hispánica creada por Carlomagno el año 785. Un siglo más tarde el condado de Gerona se unió al de Barcelona (878) y este pasó después (1162) a la jurisdicción de los Reyes de Aragón: esta es la razón de que la señera esté presente en el escudo de Gerona desde el siglo XIII.[cita requerida]
También de esta época es el escusón con el verado de ondas, de gules y plata, que es la señal tradicional e identificativa de la ciudad (ya aparece en un sello de 1289);[cita requerida] el número de piezas ha sido inestable, cuatro o tres, y también los esmaltes, gules o azur, y se dice que recuerda a los cuatro ríos (Ter, Oñar, Güell y Galligants) que confluyen en Gerona. El escudo oficial se ha establecido finalmente con tres piezas esmaltadas de gules, tal y como aparecían en las armerías de 1372 y 1476, respectivamente.[cita requerida]
El antiguo condado se convirtió más adelante en un ducado (1351), cuando Pedro IV El Ceremonioso otorgó el título de duque a su primer hijo, el infante Juan. En 1414, el rey Fernando I dio el título de Príncipe de Gerona a su hijo primogénito, el infante Alfonso. Es por eso que hay una corona de príncipe timbrando el escudo.[cita requerida]